# Mario Mauro
Mario Walter Mauro (né le 24 juillet 1961 à San Giovanni Rotondo) est un professeur d'histoire et un homme politique italien, vice-président du Parlement européen de 2004 à 2009 et ministre de la Défense du gouvernement Letta pour Choix civique qu'il quitte le 16 novembre 2013. Le 28 janvier 2014, il fonde les Populaires pour l'Italie. Le 10 mars 2017, il adhère à Forza Italia.

## Biographie
Membre du mouvement catholique Communion et Libération, réélu en 2004, pour la seconde fois, eurodéputé sur les listes de Forza Italia en 2004, Mario Mauro fut jusqu'à deux jours de l'élection, avec Jerzy Buzek, l'un de deux candidats du Parti populaire européen à la présidence du Parlement qui a été élu en juin 2009.
Il quitte le PdL en décembre 2012 pour soutenir Mario Monti en vue des élections générales de février 2013, où il devient sénateur et président du groupe parlementaire de Choix civique.
Le 30 mars 2013, le président Giorgio Napolitano le nomme membre d'un comité de quatre « sages » chargé d'émettre des propositions institutionnelles avec Valerio Onida, Luciano Violante et Gaetano Quagliariello.
En avril 2013, Susy De Martini le remplace au Parlement européen.